# Saint-André-Farivillers
Saint-André-Farivillers – miejscowość i gmina we Francji, w regionie Hauts-de-France, w departamencie Oise.
Według danych na rok 1990 gminę zamieszkiwały 402 osoby, a gęstość zaludnienia wynosiła 35 osób/km² (wśród 2293 gmin Pikardii Saint-André-Farivillers plasuje się na 606. miejscu pod względem liczby ludności, natomiast pod względem powierzchni na miejscu 351.).